# Citronella sucumbiensis
Citronella sucumbiensis är en järneksväxtart som beskrevs av José Cuatrecasas. Citronella sucumbiensis ingår i släktet Citronella och familjen Cardiopteridaceae. Inga underarter finns listade i Catalogue of Life.